# Nestori Toivonen
Nestor Kallenpoika „Nestori” Toivonen (ur. 25 marca 1865 w Kuorevesi, zm. 6 kwietnia 1927 w Sakkoli) – fiński strzelec, czterokrotny medalista olimpijski.

## Życiorys
Dwukrotny uczestnik igrzysk olimpijskich (IO 1912, IO 1920). Podczas igrzysk w Sztokholmie wystartował w trzech konkurencjach. Nie ukończył zawodów indywidualnych  w karabinie dowolnym w trzech postawach. Indywidualnie zajął 3. miejsce w rundzie pojedynczej do sylwetki jelenia, przegrywając w dogrywce Alfredem Swahnem i Åke Lundebergiem. Został tym samym pierwszym Finem, który zdobył indywidualny medal w strzelectwie podczas igrzysk olimpijskich. W zawodach drużynowych zdobył wraz z kolegami z reprezentacji brązowy medal, osiągając wyraźnie najwyższy wynik wśród fińskich strzelców (skład zespołu: Axel Londen, Ernst Rosenqvist, Nestori Toivonen, Iivo Väänänen). Osiem lat później w Antwerpii uczestniczył przynajmniej w czterech konkurencjach drużynowych. Osiągnął 11. wynik w pistolecie dowolnym z 50 m i 7. pozycję w karabinie wojskowym stojąc z 300 m. Najwyższe miejsce na tych igrzyskach, a także w całej karierze, zajął w rundzie pojedynczej do sylwetki jelenia – była to 2. pozycja. Ponownie zdobył najwięcej punktów w reprezentacji Finlandii (skład zespołu: Yrjö Kolho, Kalle Lappalainen, Robert Tikkanen, Nestori Toivonen, Karl Magnus Wegelius). W rundzie podwójnej do sylwetki jelenia zdobył brązowy medal, osiągając tym razem 3. wynik w zespole (poza Lappalainenem, którego zastąpił Vilho Vauhkonen, skład drużyny był taki sam).
Dzięki zdobyciu medali olimpijskich został honorowym członkiem klubu Helsingin Kisa-Veikkoja. Toivonen założył sanatorium radowo-wodne „Viiksanlahden” nad jeziorem Suvanto w fińskiej miejscowości Sakkola (w 1944 roku miejscowość trafiła do ZSRR, a nazwę przemianowano na Gromowo). Był wówczas radnym miejskim. Po śmierci Toivonena sanatorium trafiło zgodnie z jego wolą pod zarząd Fińskiego Związku Gimnastyczno-Sportowego.

## Wyniki

### Igrzyska olimpijskie
| Igrzyska       | Konkurencja                                     | Wynik                           | Miejsce | Źródło |
| -------------- | ----------------------------------------------- | ------------------------------- | ------- | ------ |
| Sztokholm 1912 | Karabin dowolny, trzy postawy, 300 m            | DNF                             | DNF     | [ 2 ]  |
| Sztokholm 1912 | Runda pojedyncza do sylwetki jelenia            | 41 pkt. (11 pkt. w dogrywce)    |         | [ 3 ]  |
| Sztokholm 1912 | Runda pojedyncza do sylwetki jelenia, drużynowo | 123 pkt. (druż.) 38 pkt. (ind.) |         | [ 4 ]  |
| Antwerpia 1920 | Karabin wojskowy stojąc, 300 m, drużynowo       | 235 pkt. (druż.) 40 pkt. (ind.) | 7       | [ 5 ]  |
| Antwerpia 1920 | Pistolet dowolny, 50 m, drużynowo               | 2052 pkt. (druż.)               | 11      | [ 6 ]  |
| Antwerpia 1920 | Runda pojedyncza do sylwetki jelenia, drużynowo | 159 pkt. (druż.) 36 pkt. (ind.) |         | [ 7 ]  |
| Antwerpia 1920 | Runda podwójna do sylwetki jelenia, drużynowo   | 285 pkt. (druż.) 57 pkt. (ind.) |         | [ 8 ]  |